# قتل مبارک
قتل مبارک (به هندی: Murder Mubarak) (به انگلیسی: Congratulations on Murder) که با عنوان فارسی ''تبریک بابت قتل'' هم منتشر شده است، یک فیلم هندی دلهره‌آور رازآلود زبان هندی است که در سال ۲۰۲۴ به نمایش درآمد، این فیلم بر اساس رمان (Club You To Death) نوشته انوجا چاوهان ساخته شده است. کارگردان فیلم هومی آداجانیا بود و تهیه‌کنندگی آن را دینش ویجان بر عهده داشت. در این فیلم گروهی از بازیگران شامل پانکاج تریپاتی، سارا علی خان، ویجی وارما، دیمپل کاپادیا، کاریشما کاپور، سانجی کاپور، تیسکا چوپرا، سهیل نایر و تارا آلیشا بری نقش‌آفرینی کرده‌اند.
این فیلم در روز ۱۵ مارس ۲۰۲۴ از طریق نتفلیکس به نمایش درآمد.

## موسیقی
موسیقی فیلم توسط ساچین-جیگر ساخته شد و متن ترانه‌ها توسط پریا ساجائیا نوشته شده بود.
اولین آواز فیلم تحت عنوان «مرا بخاطر بسپار» (به هندی: Yaad Aave) در روز ۸ مارس ۲۰۲۴ منتشر شد. دومین آواز با عنوان «طفل بی گناه» (به هندی: Bhola Bhala Baby) در روز ۱۲ مارس ۲۰۲۴ منتشر شد.